# Émanville (Eure)
Émanville è un comune francese di 563 abitanti situato nel dipartimento dell'Eure nella regione della Normandia.

## Società

### Evoluzione demografica
Abitanti censiti